# Antoine-Martin Garnaud
Antoine-Martin Garnaud, né le 30 octobre 1796 à Paris, où il est mort dans le 6e arrondissement le 19 décembre 1861, est un architecte français.

## Biographie
Né d'un père serrurier, Antoine-Martin Garnaud entre à 14 ans à l'école des beaux-arts de Paris et étudie auprès de l'architecte Antoine Vaudoyer. En 1817, il obtient le premier Prix de Rome pour un projet de conservatoire de musique. Lors de son séjour à Rome, entre 1817 et 1822, il participe à la restauration de l'aqueduc de l'Aqua Julia.
En 1823, de retour en France, Antoine-Martin Garnaud travaille comme inspecteur auprès de Jean-Baptiste Lepère et de Jacques Ignace Hittorff à l'église Saint-Vincent-de-Paul. En 1825, il obtient le premier prix pour la réalisation d'un monument à Toulouse, en l'honneur de Louis de France, dauphin et duc d'Angoulême, et de l'expédition d'Espagne : le projet, qui doit être établi sur une nouvelle place de la ville (actuelle place du Président-Thomas-Woodrow-Wilson) n'est jamais terminé. En 1860, Antoine-Martin Garnaud participe à un concours pour la réalisation d'un opéra, à Paris, où il obtient la troisième place.
Il participe régulièrement au Salon entre 1838 et 1859 et il y obtient plusieurs médailles (1re classe en 1848, 3e classe en 1855).

## Réalisations
Antoine-Martin Garnaud réalise les travaux d'architecture suivants :
- l'église Notre-Dame de Decazeville ;
- château de Courcelles à Saint-Brice-Courcelles ;
- tombeau de Louis Bonaparte à Saint-Leu-la-Forêt ;
- au cimetière du Père-Lachaise :
  - tombeau de James Pradier ;
  - tombe d'Anna de Noailles ;
- tombeau de la famille Héricart de Thury ;
- piédestaux en bronze du pont du Carrousel.

## Distinction
- Chevalier de la Légion d'honneur (décret du 12 août 1859)[4].